# Luis Barrios Tassano
Luis Barrios Tassano (San Carlos, Maldonado, 26 de agosto de 1935 - Montevideo, 15 de diciembre de 1991) fue un abogado y político uruguayo, perteneciente al Partido Colorado.

## Biografía
Graduado como abogado en la Universidad de la República en 1961, ejerció dicha profesión (compartiendo estudio con los Dres. Julio María Sanguinetti, Edison Rijo y Luis Olaso) y a la vez se desempeñó como empresario en la industria frigorífica. 
Militante del Partido Colorado, en 1972 fue designado por el nuevo presidente Juan María Bordaberry como Secretario de la Presidencia de la República, renunciando a dicho cargo al año siguiente, al producirse el golpe de Estado del 27 de junio de 1973.
Tras la restauración democrática, en 1985 fue designado Embajador del Uruguay en la República Argentina.
De su autoría fueron las tratativas para el establecimiento de relaciones diplomáticas con China Popular.
Tres años después, en marzo de 1988, el presidente Julio María Sanguinetti lo designó Ministro de Relaciones Exteriores, reemplazando a Enrique V. Iglesias. Ocupó la titularidad de dicha cartera hasta febrero de 1990, es decir, hasta la finalización del primer período presidencial de Sanguinetti.
Era hermano del también político Honorio Barrios Tassano.